# Ден на примирието
Денят на примирието е празник, отбелязван на 11 ноември в Белгия, Нова Зеландия, Сърбия и Франция в памет на Компиенското примирие от 11 ноември 1918 година, което слага край на военните действия на Западния фронт на Първата световна война. Празникът се отбелязва на същата дата и в други страни от Антантата, но под различно име – Ден на паметта в Общността на нациите и Ден на ветераните в Съединените щати.